# Motyl Still Alice
Motyl Still Alice (ang. Still Alice) – amerykańsko-francuski niezależny dramat filmowy z 2014 roku w reżyserii i według scenariusza Richarda Glatzera i Washa Westmorelanda. Adaptacja powieści Motyl (2007) autorstwa Lisy Genovy. Zdjęcia kręcono w Nowym Jorku.
Światowa premiera filmu odbyła się 8 września 2014 podczas 39. Międzynarodowego Festiwalu Filmowego w Toronto.

## Opis fabuły
Doktor Alice Howland poznajemy, gdy pośród męża i trójki dzieci obchodzi swoje pięćdziesiąte urodziny. Niedługo potem, ta utytułowana profesor lingwistyki na Columbia University dostrzega u siebie drobne zaniki pamięci. Diagnozą okazuje się być rzadka odmiana choroby Alzheimera, niestety dziedziczna genetycznie. Film przedstawia fazy postępowania choroby u Alice oraz reakcje jej bliskich i środowiska.

## Obsada
- Julianne Moore jako Alice Howland
- Alec Baldwin jako John Howland
- Kristen Stewart jako Lydia Howland
- Kate Bosworth jako Anna Howland-Jones
- Hunter Parrish jako Tom Howland
- Shane McRae jako Charlie Jones
- Stephen Kunken jako Benjamin
- Victoria Cartagena jako profesor Hooper
- Seth Gilliam jako Frederic Johnson
- Daniel Gerroll jako Eric Wellman

i inni

## Nagrody i nominacje
87. ceremonia wręczenia Oscarów
- nagroda: najlepsza aktorka pierwszoplanowa − Julianne Moore

72. ceremonia wręczenia Złotych Globów
- nagroda: najlepsza aktorka w filmie dramatycznym − Julianne Moore

68. ceremonia wręczenia nagród Brytyjskiej Akademii Filmowej
- nagroda: najlepsza aktorka pierwszoplanowa − Julianne Moore

21. ceremonia wręczenia nagród Gildii Aktorów Ekranowych
- nagroda: wybitny występ aktorki w roli pierwszoplanowej − Julianne Moore

30. ceremonia wręczenia Independent Spirit Awards
- nominacja: najlepsza główna rola żeńska − Julianne Moore

19. ceremonia wręczenia Satelitów
- nominacja: najlepsza aktorka filmowa − Julianne Moore